# الوحدة اليمنية

شمال اليمن (باللون البرتقالي) وجنوب اليمن (باللون الأزرق) قبل عام 1990

الوحدة اليمنية هي توحيد وطني بين الجمهورية العربية اليمنية وجمهورية اليمن الديمقراطية الشعبية وقامت الوحدة على أسس القومية اليمنية   الوحدة كانت مرتبطة بنهاية تأثير الحرب الباردة على المنطقة العربية.

## تاريخ الوحدة

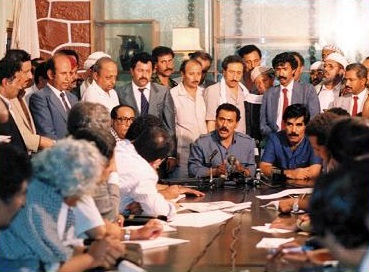
علي عبد الله صالح مع أمين الحزب الاشتراكي ورئيس جنوب اليمن حينها علي سالم البيض في 30 نوفمبر 1989 خلال التوقيع على اتفاقية الوحدة

### الخلفية
الوحدة كانت هدفاً لكلا النظامين في الشمال والجنوب منذ ستينيات القرن العشرين وكلا الجمهوريتين أنشئتا مؤسسات خاصة لشؤون الوحدة ولكن اختلاف النظام السياسي والاقتصادي كان عاملا معرقلاً. كانت هناك عوامل أخرى مثل التدخلات الخارجية. ولكن التغييرات الداخلية والخارجية الطارئة ساعدت على قيام الوحدة اليمنية:
- اكتشف النفط على حدود الدولتين بكميات تجارية في الثمانينيات [5]
- توقف الإتحاد السوفييتي عن دعم اليمن الجنوبي والتخلي عن تحفظاته بشأن الوحدة مع اليمن الشمالي في مارس 1990.[4]
- انخفاض معدل الإنتاج الزراعي ومعدل تحويلات المغتربين التي كانت تشكل نصف الإيرادات الحكومية لليمن الجنوبي.[6]
- بقيت القيادات الجنوبية منقسمة عقب أحداث 13 يناير 1986 فرأت القيادة الجديدة التي تولت السلطة بعد الحرب في الوحدة مع اليمن الشمالي فرصة للبقاء في السلطة.[7]

### الإعلان

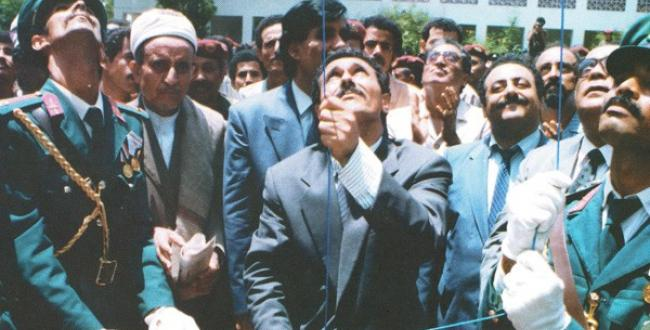
رئيس الاتحاد علي عبد الله صالح يرفع علم الوحدة اليمنية في عدن ومن خلفه نائبه علي سالم البيض.

أُعلنت الوحدة رسمياً في 22 مايو 1990 واعتبار علي عبد الله صالح رئيسا للبلاد وعلي سالم البيض نائب لرئيس الجمهورية اليمنية. كان اتفاق الوحدة سريعاً ولم يخضع لفترة انتقالية لدرجة أن كوريا الجنوبية استبشرت بالوحدة اليمنية ورأت الوحدة مع كوريا الشمالية ولكن الخلافات المتزايدة بين السياسيين اليمنيين دفعت الكوريين للتعليق بأن «أي وحدة وطنية تقوم لمنافع سياسية صرفة ومفتعلة لن تنجح ويجب أن تخضع لفترة انتقالية طويلة لإزالة الشكوك والخصومة المتبادلة بين السياسيين»  قبل الوحدة في عام 1989 وقبله، كانت القوى الجماعية والدينية في شمال اليمن ترفض الوحدة بوضوح بحجة أن الجنوب اشتراكي وسيؤمم الشمال وكانت لهم تحفظات اجتماعية كذلك بالإضافة للضغوطات السعودية الممارسة عليهم، من عام 1972 والسعودية تستعمل نفوذها على الجماعات للإطاحة بأي حكومة في شمال اليمن تحاول المضي نحو الوحدة  عكس الوحدة بين ألمانيا الشرقية وألمانيا الغربية حيث استطاعت ألمانيا الغربية فرض شروطها لتفوقها الاقتصادي، لم تستطع أي من الدولتان اليمنيتان فرض نظامها ورؤيتها على الآخر فقامت الوحدة السياسية قبل دمج المؤسسات العسكرية والاقتصادية 

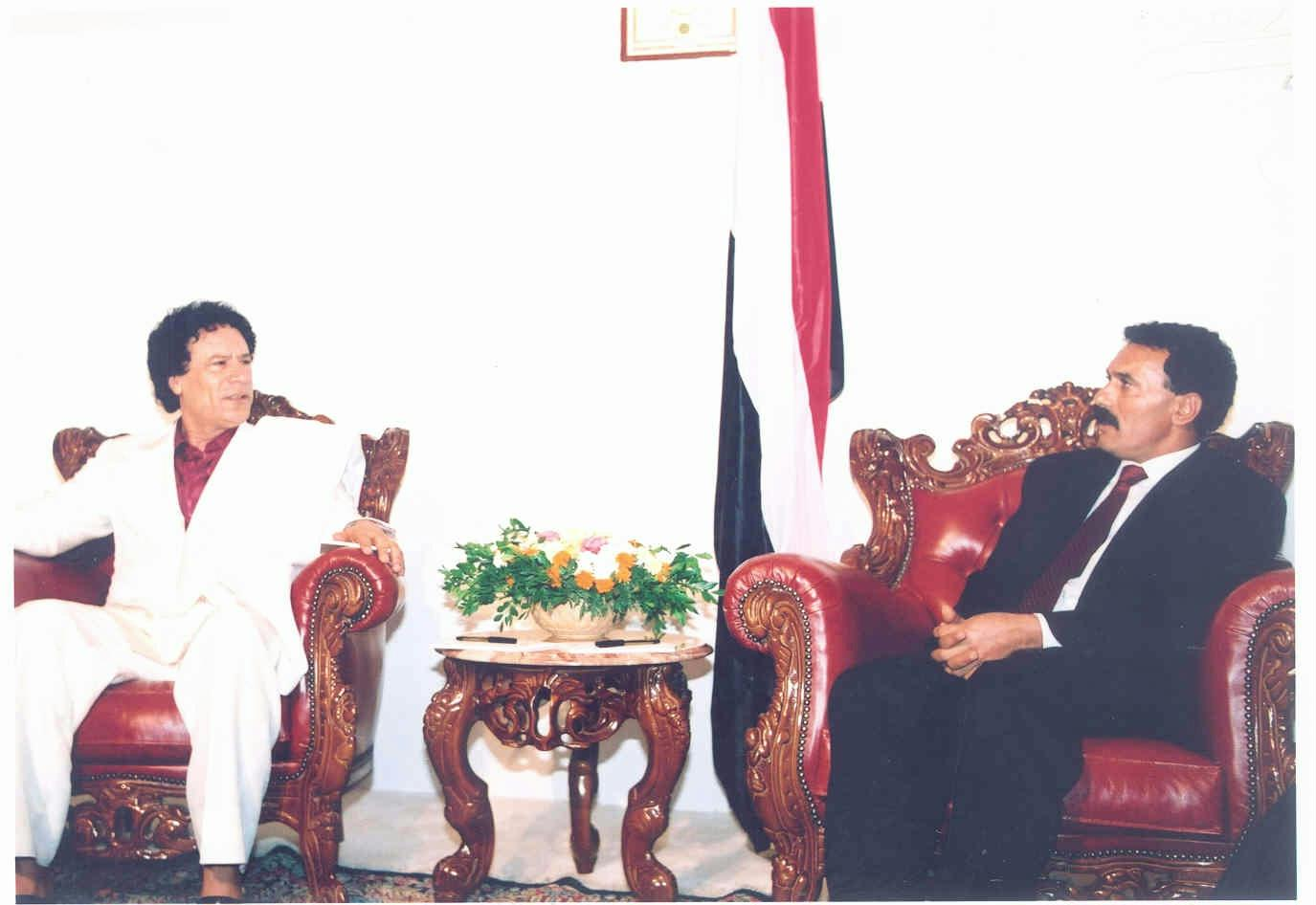
معمر القذافي في صنعاء في 30 مايو 1990

تمت مباركة الوحدة عربياً وبالذات من القوى القومية مثل ليبيا والعراق ومصر وأراد علي عبد الله صالح أن يلعب دور الوسيط بين المتنازعين من  الأشقاء العرب  وزار معمر القذافي ومحمد حسني مبارك وصدام حسين صنعاء وأعلن الأخير وقوفه مع اليمن ضد  أعداء الأمة العربية  وهو بالضبط ما أراده علي عبد الله صالح، فاتخذت الجمهورية الموحدة الجديدة خطا قومياً معاديا لأي تمركز لقوى غير عربية على البحر الأحمر وأعلن اليمن الموحد الجديد عن كشفه لمؤامرة إسرائيلية ـ إثيوبية للسيطرة على حوض البحر الأحمر، كانت العلاقات الإسرائيلية الإثيوبية قد عادت من جديد مطلع التسعينيات وأرادت إسرائيل تأمين إمداداتها عبر المنطقة وهي  المؤامرة  التي تحدث عنها صالح 

### مواقف الدولة الموحدة
أعلنت الحكومة اليمنية أنها تؤيد قرارا عربياً لحل أزمة الغزو العراقي للكويت في أغسطس 1990 ورفضت اليمن التي كانت الدولة العربية الوحيدة بمقعد في مجلس الأمن تلك الفترة، التصويت لقرار أممي يقضي بانسحاب القوات العراقية من الكويت وتدخلت قوات التحالف بقيادة أميركية لتحرير دولة الكويت وتبددت كل آمال الجمهورية اليمنية بتقليص التواجد والنفوذ غير العربي في المنطقة، وألبت الجمهورية الجديدة كل الدول الغربية التي أملت صنعاء تلقي الدعم منها. كان علي عبد الله صالح وحزبه وقيادات الحزب الإشتراكي اليمني تعتقد أنه استناداً لخصومة الجموع العربية مع المشيخات الخليجية، أن أغلب رؤساء الدول العربية سيتخذون موقفا متعاطفا مع صدام حسين وهو إما الاعتراف بجمهورية الكويت أو الاتفاق على حل عربي  بإنهاء الخلاف الكويتي العراقي دون تدخل أممي  ولكن الجمهورية الوليدة رأت في صدام حسين حليفاً موثوقاً لإعادة التوازن إلى العلاقات اليمنية السعودية، وكان علي عبد الله صالح ناقماً على موقف السعودية الرافض لانضمام اليمن لمجلس التعاون الخليجي من الثمانينيات  من ناحية جيوإستراتيجية، عراق ضعيف يعني هيمنة السعودية على شبه الجزيرة العربية ويسمح لها بمزيد من التدخل في شؤون اليمن الداخلية والخارجية.
السعودية والتي كانت أبرز معرقلي جهود الوحدة اليمنية من البداية، زادت من ضغوطاتها على اليمن وادعت ان اليمن تآمرت مع العراق والأردن ومنظمة التحرير الفلسطينية لتقسيم السعودية بينهم وإحتلال اقاليمها، لم يتوفر دليل على المزاعم السعودية  ولكن معاهدة الطائف التي تمت عام 1934 بين البلدين كانت قد اوشكت على الانتهاء على أية حال  فنشرت قوات من الجيش السعودي على الحدود مع اليمن وشددت إجراءاتها على العمال اليمنيين وشنت حملات إعلامية على اليمن واليمنيين لإن المغتربين الورقة الأكثر حساسية وفعالية. إذ كانت السعودية تسمح لليمنيين بالعمل داخل أراضيها دون كفيل، تم ترحيل قرابة نصف مليون عامل، ستين ألف منهم اضطر للعيش في مخيمات للاجئين عند عودتهم لليمن وهو ما أضر بالإقتصاد اليمني الضعيف أصلاً إذ كان المغتربون يرسلون قرابة مليارَي دولار سنوياً إلى اليمن، أي 20% من الإيرادات الخارجية  وزادت السعودية من دعمها التقليدي للقبائل ضد الحكومة المركزية لإستخراج تصريحات مؤيدة لها من زعامات القبائل والقوى الدينية المعادية للوحدة أصلاً ولكن الحكومة اليمنية شكلت لجنة لمساعدة الإعلام اليمني على الرد على الدعاية  والتعبئة السعودية  كانت السعودية تعلم بشأن الآبار النفطية في مأرب وشبوة والجوف وهو ما فاقم الأزمة الحدودية بين البلدين.
أعاد علي عبد الله صالح التحالف القديم بينه وبين القوى القبلية والدينية في حزب التجمع اليمني للإصلاح ليكونوا ثقلا موازناً للحزب الاشتراكي. تزايدت وتيرة الاغتيالات وأعمال العنف  القوى الدينية المحافظة كانت معادية للوحدة حتى أسامة بن لادن نفسه عارض الوحدة بحجة أن اليمن الجنوبي ماركسي وامتداد للإتحاد السوفييتي الذي كان قد انسحب للتو من أفغانستان، وكان عبد المجيد الزنداني أبرز مجندي الشباب اليمني للقتال في الحرب السوفيتية في أفغانستان إذ كان ابن لادن يمول ثلاث طائرات من طراز بوينغ 707 لملئها بالشباب اليمني للقتال في أفغانستان يومياً تغاضى علي عبد الله صالح عن المجاهدين العائدين إلى اليمن وتحالف مع طارق الفضلي لإن الفضلي كان الرجل الأمثل بالنسبة لصالح لإعادة القوى القبلية في جنوب اليمن التي فرقها الاشتراكيون اغتيل 158 سياسي من جنوب اليمن في الفترة ما بين 1991 و1993 وهو ما فاقم الخلافات بين علي سالم البيض وعلي عبد الله صالح، اتهم علي عبد الله صالح السعودية بالوقوف وراء الاغتيالات. ولكن الحقيقة هي أن صالح رأى في هؤلاء الجهاديين حليفاً للتخلص من الحزب الاشتراكي، الشريك السياسي في اتفاقية الوحدة اليمنية فلم يقدم أي من الجهاديين للمحاكمة ولم تبذل الأجهزة الأمنية جهداً يذكر لإيقاف مسلسل الاغتيالات.

### الانتخابات البرلمانية اليمنية 1993
قبل الوحدة، كان لكلا النظامين حزب حاكم فتأسس حزب المؤتمر الشعبي العام عام 1982 في شمال اليمن وهو حزب شبيه بالحزب الوطني الديمقراطي المصري وكان الحزب الاشتراكي اليمني الحزب الحاكم بجنوب اليمن. كانت التجربة الديمقراطية جديدة على اليمن لأن كلا الحزبين في جنوب وشمال اليمن لم يتول السلطة بطرق ديمقراطية وأنهت الوحدة عام 1990 نظام الحزب الواحد. شارك حزب المؤتمر الشعبي العام والحزب الاشتراكي اليمني وحزب التجمع اليمني للإصلاح وثلاثة آلاف سياسي مستقل في الانتخابات البرلمانية اليمنية 1993 كانت الانتخابات ناجحة وشفافة إلى حد كبير وتوجه ديفيد ماك إلى صنعاء وقال:
 كان الأميركيون يشيرون للسعودية التي لم يعجبها نجاح الانتخابات كانت النتيجة مخيبة لآمال الحزب الإشتراكي اليمني فطالب علي سالم البيض بحكم ذاتي لجنوب اليمن وتمثيل متساو في المناصب بين الجنوبيين والشماليين. ساهم اكتشاف حقول نفطية جديدة عام 1993 في حضرموت، مسقط رأس علي سالم البيض في زيادة حدة الخلاف وأصر علي سالم البيض على موقفه الرافض لأي شيء أقل من نصف السلطة مع حزب المؤتمر الشعبي العام. وصلت المحادثات إلى طريق مسدودة حتى توسط الحسين بن طلال ملك الأردن ووقع علي عبد الله صالح وعلي سالم البيض على وثيقة العهد والاتفاق 1994 في العاصمة الأردنية عمَّان في فبراير 1994.

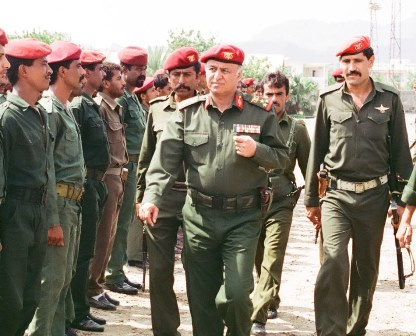
الرئيس الحالي للجمهورية عبد ربه منصور هادي عام 1994

### الحرب الأهلية اليمنية (1994)
في أبريل عام 1994 تم تبادل اطلاق النار في معسكر تابع لليمن الجنوبي قرب صنعاء سرعان ما تطورت لحرب كاملة في 20 مايو 1994 وقامت حرب 1994 الأهلية في اليمن بعد ثلاثة أسابيع من تساقط صواريخ سكود على صنعاء، وأعلن علي سالم البيض نفسه رئيساً على دولة جديدة سماها  جمهورية اليمن الديمقراطية  من عدن، لم يعترف أحد بالدولة الجديدة وعملت السعودية على إخراج اعتراف من مجلس التعاون الخليجي بالدولة الجديدة ووافقت البحرين والكويت والإمارات العربية المتحدة في حين رفضت قطر وسلطنة عمان الاعتراف بالجمهورية التي أعلنها علي سالم البيض بعدها توجهت السعودية للأمم المتحدة للدفع بقرار أممي بوقف إطلاق النار، فشلت الجهود السعودية لعرقلة الوحدة اليمنية فتوجهت للولايات المتحدة مطالبة إياها الاعتراف بعلي سالم البيض فرفض الأميركيون وحاولت السعودية استعمال عملائها القبليين ضد الوحدة ولكن عبد الله بن حسين الأحمر ـ الذي كان معادياً للوحدة سابقا ـ أبقى على تحالفه مع علي عبد الله صالح دعمت السعودية علي سالم البيض بالأموال والأسلحة لتراه يهرب من البلاد وانتصرت الحكومة اليمنية واعادت السيطرة على عدن في يوليو 1994.

## اتفاقية الوحدة
نص اتفاق إعلان الجمهورية اليمنية وتنظيم الفترة الانتقالية في دولة الوحدة:
| الوحدة اليمنية | إن الوطن اليمني يعيش مرحلة الإعداد الكامل لإعادة بناء وحدته وإنشاء دولة الوحدة بما تشهده الساحة اليمنية من نشاطات متواصلة على كافة المستويات القيادية والحكومية والتنظيمية والشعبية والهيئات والاتحادات النقابية والجماهيرية لتنفيذ اتفاق عدن التاريخي في 30 تشرين الثاني (نوفمبر) عام 1989 ومواصلة للمشاورات المخلصة والجادة التي تتم بين قيادتي الوطن من أجل تعزيز الإرادة الواحدة لقيادة العمل الوحدوي وتثبيت واجب المسؤولية لدى كافة القيادات وعلى كل المستويات ومن أجل سلامة الخطوات والإجراءات الوحدوية في المرحلة الانتقالية وقيام دولة الوحدة، وتقديراً من القيادة لكل ما يطرح على المستوى الوطني من نقاشات وحوارات وطنية، وحرصاً على توفير كامل السلطات الدستورية لدولة الوحدة فور قيامها وعدم وجود فراغ دستوري في ظلها، وتحقيقاً للشرعية الكاملة للمشاركة الشعبية والديموقراطية في الحكم، ونظراً لضرورة أن تكون الفترة الانتقالية بعد قيام الجمهورية اليمنية محددة بمدة كافية لاستيعاب عملية الإعداد لمستقبل الدولة اليمنية وإجراء الانتخابات العامة لمجلس النواب، وحرصاً على أن يسود العمل بدستور دولة الوحدة والشرعية الدستورية وعدم اللجوء إلى تجاوز الدستور أو تعديله من قبل أي جهة غير مخولة حق التعديل، وتأكيداً على نقاوة البناء الوحدوي الذي يقوم على أسس وطنية مستندة على أهداف ثورتي سبتمبر وأكتوبر المجيدتين ومنطلقاً من انتمائه القومي والإسلامي والإنساني، فقد شهدت صنعاء أول اجتماع لكامل قيادة الوطن اليمني ممثلة في الأخوين العقيد علي عبد الله صالح رئيس الجمهورية القائد العام للقوات المسلحة الأمين العام للمؤتمر الشعبي العام وعلي سالم البيض الأمين العام للجنة المركزية للحزب الاشتراكي اليمني والأخوة الأمين العام المساعد للحزب الاشتراكي اليمني ورئيس مجلس الشورى ورئيس هيئة رئاسة مجلس الشعب الأعلى ورئيس الوزراء وأعضاء المكتب السياسي واللجنة العامة والمجلس الاستشاري وعدد من أعضاء هيئة رئاسة مجلس الشعب الأعلى ومجلس الشورى والحكومتين واللجنة المركزية للحزب الاشتراكي اليمني واللجنة الدائمة للمؤتمر الشعبي العام ومن كبار المسؤولين المدنيين والعسكريين وذلك خلال الفترة من الرابع والعشرين حتى السابع والعشرين من رمضان 1410 هـ الموافق 19 - 22 نيسان أبريل 1990 م حيث تم الاتفاق على ما يلي: - المادة (1) تقوم بتاريخ الثاني والعشرين من أيار/ مايو عام 1990 م الموافق 27 شوال 1415 هـ (*) بين دولتي الجمهورية العربية اليمنية وجمهورية اليمن الديمقراطية الشعبية (شطري الوطن اليمني) وحدة اندماجية كاملة تذوب فيها الشخصية الدولية لكل منهما في شخص دولي واحد يسمى (الجمهورية اليمنية) ويكون للجمهورية اليمنية سلطات تشريعية وتنفيذية وقضائية واحدة. - المادة (2) بعد نفاذ هذا الاتفاق يكون مجلس رئاسة للجمهورية اليمنية لمدة الفترة الانتقالية يتألف من خمسة أشخاص ينتخبون من بينهم في أول اجتماع لهم رئيسا لمجلس الرئاسة ونائباً للرئيس لمدة المجلس. - ويشكل مجلس الرئاسة عن طريق الانتخاب من قبل اجتماع مشترك لهيئة رئاسة مجلس الشعب الأعلى والمجلس الاستشاري، ويؤدي مجلس الرئاسة اليمين الدستورية أمام هذا الاجتماع المشترك قبل مباشرة مهامه ويمارس مجلس الرئاسة فور انتخابه جميع الاختصاصات المخولة لمجلس الرئاسة في الدستور. - المادة (3) تحدد فترة انتقالية لمدة سنتين وستة أشهر ابتداء من تاريخ نفاذ هذا الاتفاق ويتكون مجلس نواب خلال هذه الفترة من كامل أعضاء مجلس الشورى ومجلس الشعب الأعلى بالإضافة إلى عدد (31) عضواً يصدر بهم قرار من مجلس الرئاسة ويمارس مجلس النواب كافة الصلاحيات المنصوص عليها في الدستور عدا انتخاب مجلس الرئاسة وتعديل الدستور. - وفي حالة خلو مقعد أي من أعضاء مجلس النواب لأي سبب كان يتم ملؤه عن طريق التعيين من قبل مجلس الرئاسة. - المادة (4) يصدر مجلس الرئاسة في أول اجتماع له قراراً بتشكيل مجلس استشاري مكون من (45) عضواً وتحدد مهام المجلس في نفس القرار. - المادة (5) يشكل مجلس الرئاسة حكومة الجمهورية اليمنية التي تتولى جميع الاختصاصات المخولة بموجب الدستور. - المادة (6) يكلف مجلس الرئاسة في أول اجتماع له فريقاً فنياً لتقديم تصور حول إعادة النظر في التقسيم الإداري للجمهورية اليمنية بما يكفل تعزيز الوحدة الوطنية وإزالة آثار التشطير. - المادة (7) يخول مجلس الرئاسة إصدار قرارات لها قوة القانون بشأن شعار الجمهورية وعلَمها والنشيد الوطني وذلك في أول اجتماع يعقده المجلس، كما يتولى مجلس الرئاسة في أول اجتماع له اتخاذ قرار بدعوة مجلس النواب للانعقاد وذلك للبت فيما يلي: 1. المصادقة على القرارات بقوانين التي أصدرها مجلس الرئاسة. 2. منح الحكومة ثقة المجلس في ضوء البيان الذي ستقدمه. 3. تكليف مجلس الرئاسة بإنزال الدستور للاستفتاء الشعبي العام عليه قبل 30 نوفمبر 1990 م. 4. مشاريع القوانين الأساسية التي سيقدمها إليه مجلس الرئاسة. - المادة (8) يكون هذا الاتفاق نافذاً بمجرد المصادقة عليه وعلى مشروع دستور الجمهورية اليمنية من قبل كل من مجلسي الشورى والشعب. - المادة (9) يعتبر هذا الاتفاق منظماً لكامل الفترة الانتقالية وتعتبر أحكام دستور الجمهورية اليمنية نافذة خلال المرحلة الانتقالية فور المصادقة عليها وفقاً لما أشير إليه في المادة السابقة وبما لا يتعارض مع أحكام هذا الاتفاق. - المادة (10) تعتبر المصادقة على هذا الاتفاق ودستور الجمهورية اليمنية من قبل مجلسي الشورى والشعب ملغية لدستوري الدولتين السابقين. تم التوقيع على هذا الاتفاق في صنعاء بتاريخ 27 رمضان 1410 هـ الموافق 22 نيسان/ أبريل 1990 م. علي سالم البيض الأمين العام للجنة المركزية للحزب الاشتراكي اليمني العقيد/ علي عبد الله صالح رئيس الجمهورية القائد العام للقوات المسلحة الأمين العام للمؤتمر الشعبي العام . | الوحدة اليمنية |

## تسلسل زمني للأحداث
| أحداث قبل الوحدة |                       |       | |
| م                | التاريخ               | السنة | الأحــــداث |
| 1.               | فبراير                | 1968  | اشتراك فصائل من جبهة التحرير القومية، ووحدات عسكرية جنوبية، مع الجيش الجمهوري لليمن الشمالي، في قتال القبائل الملكية في منطقة بيحان على الحدود، وفي معارك فك حصار صنعاء. |
| 2.               | نوفمبر                | 1970  | اتفاق تعز بين الشمال والجنوب، على إقامة اتحاد فيدرالي بينهما. |
| 3.               | سبتمبر                | 1972  | نشوب نزاع مسلح بين القوات الشمالية والقوات الجنوبية في مناطق الحدود، واتفاق على وقف القتال وإقامة الوحدة. |
| 4.               | 13 سبتمبر ـ 28 أكتوبر | 1972  | اجتماع وفدي الشطرين في القاهرة، برئاسة كلٍ من، علي ناصر محمد رئيس وزراء الشطر الجنوبي، ومحسن العيني رئيس مجلس وزراء الشطر الشمالي، مع لجنة التوفيق العربية المشكلة بقرار مجلس جامعة الدول العربية رقم 2961، بتاريخ 13 سبتمبر 1972 م، لتسوية الخلافات والاتفاق على قيام دولة الوحدة. |
| 5.               | 28 أكتوبر             | 1972  | توقيع اتفاقية القاهرة 1972 |
| 6.               | 28 نوفمبر             | 1972  | لقاء القمة اليمنية بين "القاضي الإيرياني، وسالم ربيع علي" المنعقد بمدينة طرابلس بحضور العقيد القذافي، لتأكيد اتفاق القاهرة، ووضع أسس دولة الوحدة، وانتهي الاجتماع بصدور بيان طرابلس في 28 نوفمبر 1972. |
| *                | 28 فبراير             | 1973  | وقع الرئيسان بيان طرابلس |
| 7.               | 4 سبتمبر              | 1973  | لقاء الجزائر، بين رئيسا اليمن الشمالي والجنوبي، لمتابعة، واستعراض، أعمال اللجان المشتركة المنبثقة، عن اتفاقية القاهرة، وبيان طرابلس. والاتفاق على وضع حد للعنف، وتسلل المخربين عبر الحدود في كل أنحاء اليمن. |
| 8.               | 10 ـ 12 نوفمبر        | 1973  | لقاء تعز ـ الحديدة، لدفع إجراءات الوحدة للأمام، والاتفاق على بعض الصيغ المطروحة، خاصة فيما يتعلق بالاقتصاد الوطني. |
| 9.               | فبراير                | 1974  | إقالة عبد الله الحجري رئيس الوزراء، في اليمن الشمالي، وتولي رئاسة الحكومة حسن مكي. |
| 10               | 13 يونيو              | 1974  | انقلاب في اليمن الشمالي، وعلى أثره، قدم الإيرياني، وعبد الله الأحمر، وسنان أبو لحوم، استقالتهم لنائب القائد العام للقوات المسلحة إبراهيم الحمدي، الذي مارس سلطات رئيس الدولة. |
| 11               | فبراير                | 1977  | التوقيع على اتفاق قعطبة 1977، بين الشطرين، بحضور أحمد حسين الغشمي نائب القائد العام للقوات المسلحة لإقامة مجلس أعلى مشترك، يضم الرئيسين، ووزراء الدفاع، والخارجية، والاقتصاد، والتخطيط. تم الاتفاق على تشكيل مجلس من الرئيسين ومسئولي الدّفاع والاقتصاد والتجارة والتخطيط والخارجية يجتمع مرّة كل ستة أشهر بالتناوب في صنعاء وعدن لبحث ومتابعة كافّة القضايا الحدودية التي تهم الشعب اليمني الواحد وتنسيق الجهود في كافة المجالات بما في ذلك السياسة الخارجية. لكن الأحداث تسارعت وحالت دون تحقيق ذلك إثر موجة اغتيالات تعرّضت لها قيادتا الشطرين. وبهذه الأحداث الجسيمة كان لا بد من حدوث كارثة، لاسيّما وأن الحملات الإعلامية قد اشتدّت بين النظامين. |
| 12               | 11 أكتوبر             | 1977  | انقلاب في اليمن الشمالي، واغتيال الحمدي، وتولى أحمد الغشمي السلطة. |
| 13               | يونيو                 | 1978  | اغتيال الغشمي بتدبير من سلطات اليمن الجنوبي، وعلى أثر ذلك تولى العقيد علي عبد الله صالح الحكم في اليمن الشمالي، كما اعتلى السلطة في اليمن الجنوبي، عبد الفتاح إسماعيل. |
| 14.              | فبراير                | 1979  | مواجهة مسلحة بين شطري اليمن، واحتواءها بتدخل بعض الدول العربية. (أنظر حرب الجبهة) |
| 15.              | 4 ـ 6 مارس            | 1979  | انعقاد دورة استثنائية، للجامعة العربية، بالكويت، واتخاذ قرار بتشكيل لجنة لمراقبة وقف إطلاق النار، والإعداد لاجتماع بين رئيسا الشطرين. |
| 16.              | 28 مارس               | 1979  | إعلان الكويت، وتوقيع رئيسا الشطرين، على بيان مشترك، لتنشيط عمل اللجان طبقاً لاتفاقية القاهرة، وبيان طرابلس. |
| 17.              | 2 ـ 4 أكتوبر          | 1979  | لقاء صنعاء، واستمرار مفاوضات الوحدة، واستكمال لجان الإعداد لدستور الدولة الموحدة. وإصدار بيان رسمي، عن تشكيل وزارة خارجية مشتركة بموجب اتفاق ضم لعام 1979. والاتفاق على الخطوط الرئيسية للسياسة الخارجية لليمن الموحد. |
| 18.              | 21 إبريل              | 1980  | عزل عبد الفتاح إسماعيل وإبعاده إلى موسكو، وتولى علي ناصر محمد السلطة في اليمن الجنوبي. وتزايد خطوات اللقاءات عالية المستوى بين الجمهوريتين. |
| 19.              | 3 مايو                | 1980  | توقيع اتفاقية عدن الاقتصادية، بين الشطرين. |
| 20.              | 13 يونيو              | 1980  | انعقاد قمة صنعاء، لتنسيق قضايا الاقتصاد، والأمن، والتجارة، والنواحي الثقافية. |
| 21.              | 19 أغسطس              | 1981  | توقيع معاهدة صداقة وتعاون بين رئيس اليمن الجنوبي، والرئيس الليبي، والرئيس الأثيوبي. |
| 22.              | سبتمبر                | 1981  | لقاء قمة تعز، لتعجيل خطوات تحقيق الوحدة بين الشطرين. |
| 23.              | 30 ديسمبر             | 1981  | الانتهاء من إعداد مشروع دستور دولة الوحدة، وإقراره والتوقيع عليه. |
| 24.              | عام                   | 1982  | اندلاع اشتباكات بين قوات الشطرين حول أجزاء من محافظة شبوة، الغنية بالنفط. |
| 25.              | نوفمبر                | 1982  | توقيع اتفاق بين اليمن الجنوبي، وسلطنة عُمان. |
| 26.              | بداية عام             | 1983  | تحرك اليمن الجنوبي على جبهة دول الصمود والتحدي، وزيارة ياسر عرفات لعدن، وزيارة علي ناصر محمد، لليبيا، والجزائر، وسوريا. |
| 27.              | 15 ـ 20 أغسطس         | 1983  | لقاء صنعاء، بين رئيسا الشطرين، واستعراض ما حققته لجان الوحدة. |
| 28.              | 15 ـ 17 فبراير        | 1984  | لقاء قمة عدن، لمتابعة الجهود من أجل الوحدة، وتسهيل انتقال المواطنين بين الشطرين بالبطاقة الشخصية. |
| 29.              | أبريل                 | 1984  | توقيع رئيس اليمن الشمالي بروتوكولين ماليين مع فرنسا. |
| 30.              | أكتوبر                | 1984  | توقيع رئيس اليمن الشمالي معاهدة صداقة مع الاتحاد السوفيتي. |
| 31.              | عام                   | 1984  | زيارة علي عبد الله صالح، لليمن الجنوبي، تخوفاً من الوضع المتفجر بين الشطرين على أثر اكتشاف النفط بكميات تجارية على الحدود المشتركة. |
| 32.              | 29 ديسمبر             | 1985  | اجتماع اللجنة الوزارية المشتركة في صنعاء، لمناقشة القضايا، والأنشطة الوحدوية المشتركة. |
| 33.              |                       | 1985  | عودة عبد الفتاح إسماعيل إلى عدن. |
| 34.              | 13 يناير              | 1986  | تصفيات دموية داخل الحزب الاشتراكي، وقتل عبد الفتاح إسماعيل، وفرار علي ناصر إلى الخارج، وتولى مجموعة علي سالم البيض السلطة. وعاني اليمن الجنوبي من أزمة اقتصادية خانقة، مما جعل الحزب الاشتراكي يشعر بخيار الوحدة لإنقاذ ما يمكن إنقاذه. |
| 35.              |                       | 1988  | أزمة في اليمن الشمالي، واقتتال قبلي، مما جعل النظام يشعر أن الفرصة باتت سانحة للتعجيل في فرض الوحدة. |
| 36.              | أبريل                 | 1988  | لقاء تعز، والتأكيد على أهمية المشروعات الاستثمارية المشتركة. |
| 37.              | 4 مايو                | 1988  | لقاء صنعاء، لمتابعة الخطوات الوحدوية، وإبرام اتفاقية للتكامل الاقتصادي بين الشطرين، وسحب قوات الطرفين من مناطق الحدود. |
| 38.              | 28 يونيو              | 1988  | اجتماع في عدن، واعتماد القرارات الخاصة، بإلغاء القيود على تنقل الأفراد، وإلغاء الرسوم والضرائب على حركة مرور السيارات والبضائع. |
| 39.              | 30 نوفمبر             | 1989  | مفاوضات في عدن، وطرح الخيارات المختلفة للوحدة بين الشطرين. |
| 40.              | 22 مايو               | 1990  | توجه الرئيس علي عبد الله صالح إلى عدن ورفع علم الوحدة بها. |
| 41.              | أبريل                 | 1994  | اندلعت شرارة الحرب الأولى من محافظة عمران شمالي اليمن عندما اشتبك لواءان عسكريان أحدهما اللواء الأول مدرع (شمالي) وآخر جنوبي. قتل في المواجهة عشرات الجنود والضباط ودمرت العديد من المعدات بينها دبابات وأسلحة ثقيلة. |
| 42.              | مايو                  | 1994  | قيام حرب 1994 الأهلية في اليمن بين قوات الرئيس علي عبد الله صالح وقوات الحزب الاشتراكي بقيادة علي سالم البيض، وعشية الذكرى الرابعة لتحقيق الوحدة (21 مايو) أعلن البيض الانفصال من طرف واحد وكان إعلاناً بفشل الوحدة بين الشمال والجنوب. |

## عيد الوحدة
يتم الاحتفال سنوياً في اليمن بتاريخ 22 مايو بعيد الوحدة اليمنية.

## وصلات خارجية
- أحداث ما قبل الوحدة اليمنية